# Edmund Gettier

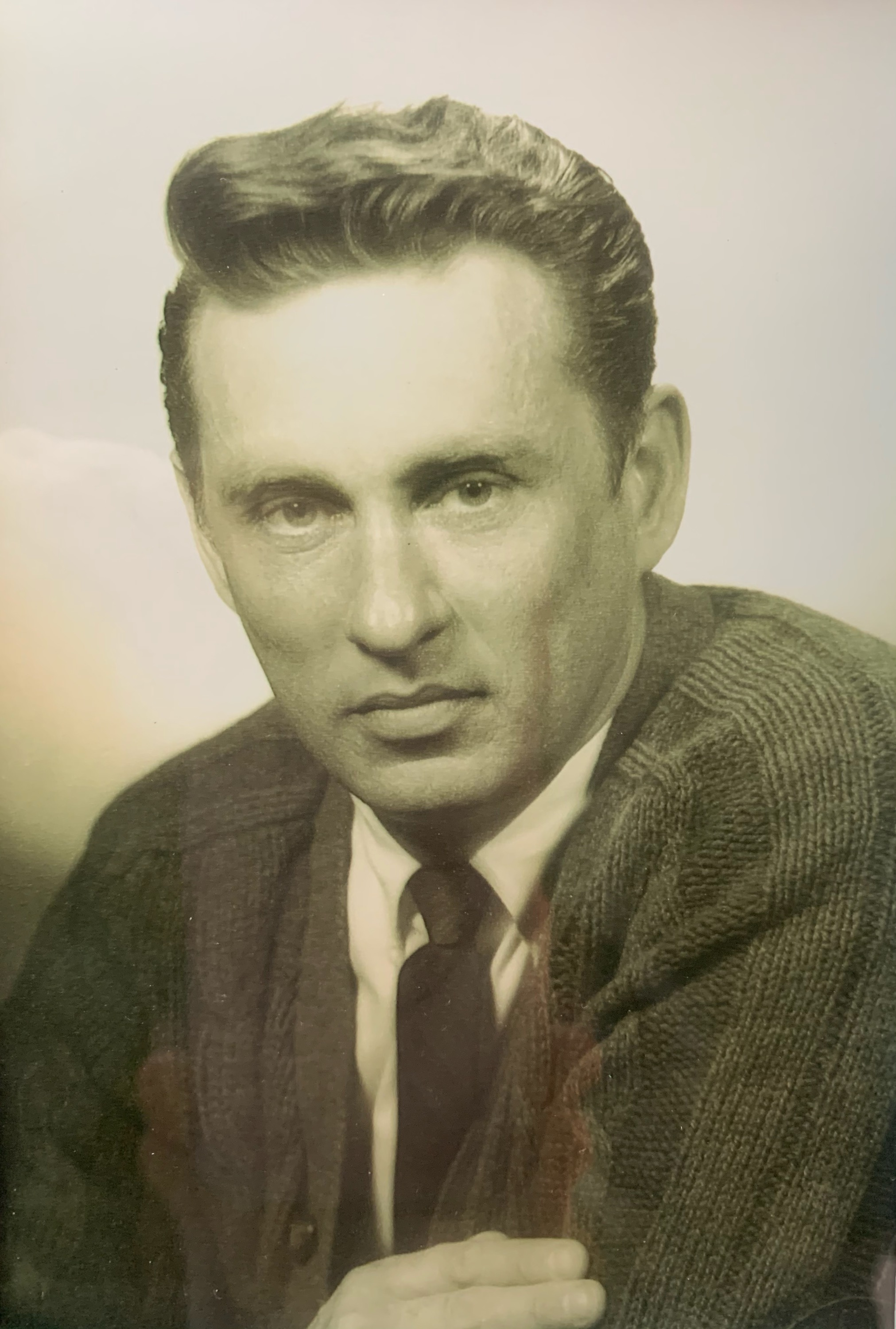
Edmund L. Gettier III

Edmund L. Gettier III (ur. 31 października 1927 w Baltimore, w stanie Maryland, zm. 23 marca 2021) – amerykański filozof i profesor University of Massachusetts Amherst. Znany był jako autor opublikowanego w 1963 r. w pismie Analysis trzystronicowego artykułu pt. Is Justified True Belief Knowledge? (Czy uzasadnione i prawdziwe przekonanie jest wiedzą?).

## Życiorys
Gettier studiował i obronił pracę doktorską na Cornell University, gdzie wśród jego mentorów znaleźli się m.in. filozof potocznego języka Max Black i wittgensteinista Norman Malcolm. Początkowo również sam Gettier uległ fascynacji poglądami późnego Wittgensteina. Pracował jako nauczyciel na Wayne State University w Detroit, gdzie poznał m.in. Keitha Lehrera, R. C. Sleigha i Alvina Plantingę.
Zmarł 23 marca 2021 roku, w wieku 93 lat.